# Мотоборд
Мотоборд — скейтборд, обычно маунтинборд, оснащенный небольшим одноцилиндровым двухтактным двигателем воздушного охлаждения с вариаторной центробежной муфтой. Объём двигателя примерно 50 кубических сантиметров, передача вращения на заднее колесо осуществляется цепной передачей, размер топливного бака — около одного литра, этого объёма хватает на 15-20 км пути. Комплектуется барабанным тормозом, управление которыми осуществляется при помощи специальной рукоятки. Обычно используется для спорта и развлечения, и служит хорошим антидепрессантом для горнолыжников и сноубордистов в летнее время. Может использоваться как на асфальтовом покрытии, так и на пересеченной местности.